# Heinersbrück
Heinersbrück (Nedersorbisch: Móst) is een gemeente in de Duitse deelstaat Brandenburg, en maakt deel uit van de Landkreis Spree-Neiße.
Heinersbrück telt 579 inwoners. Dit dorp ligt vlak naast dagbouw Jänschwalde.